# Ehemaliges Pfarrhaus (Oberelsbach)

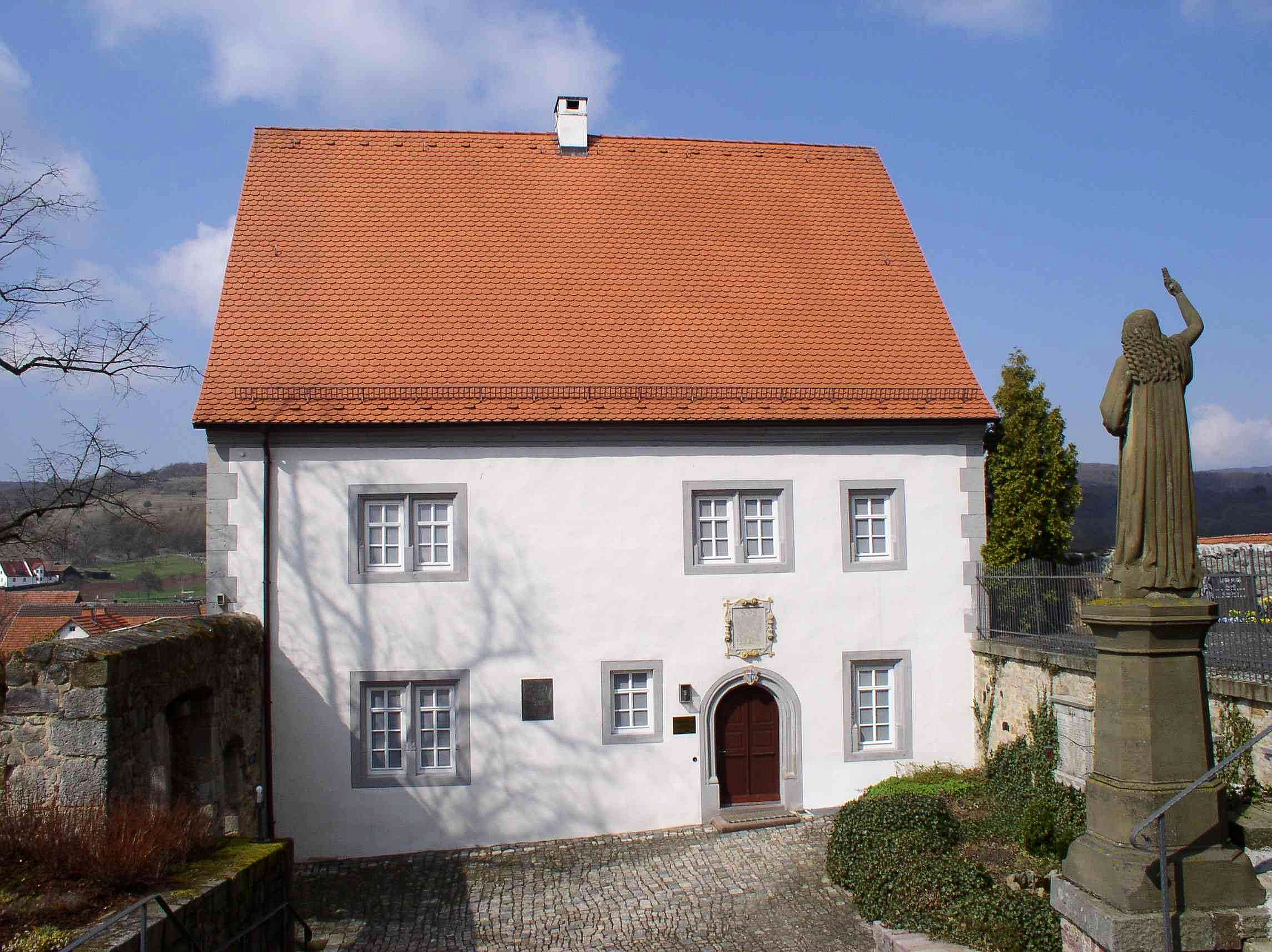
Das ehemalige Pfarrhaus und Schule, jetzt Valentin-Rathgeber-Haus, in Oberelsbach

Das ehemalige Pfarrhaus und Schule in Oberelsbach, einer Gemeinde im unterfränkischen Landkreis Rhön-Grabfeld, wurde im Jahr 1611 errichtet. In den Jahren 1994 bis 1996 wurde das Haus renoviert. Seitdem beherbergt es das Deutsche Tabakpfeifenmuseum genutzt. Weiterhin wurde ein Raum zur Erinnerung an den heimischen Barockkomponisten Valentin Rathgeber eingerichtet. Das Haus wird deshalb auch „Valentin-Rathgeber-Haus“ genannt. Das ehemalige Pfarrhaus und Schule in der Valentin-Rathgeber-Straße 4 ist ein geschütztes Baudenkmal.
Das zweigeschossige verputzte Steingebäude besitzt ein Satteldach und ein Portal mit Wappen und Inschrifttafel.